# Xis
Xis, de son vrai nom Marcelo Santos (né le 24 novembre 1972 à São Paulo), est un rappeur brésilien.

## Biographie
Né à Vila Formosa et élevé à Itaquera, quartiers de l'est de la ville de São Paulo, fils d'un ancien concierge et d'une employée de la Febem, il monte sur scène pour la première fois en 1986, lors d'un festival scolaire. Il commence sa carrière musicale à la fin des années 1980. En 1989, il forme le groupe de rap DMN. À l'époque, il est surnommé X-Ato. Xis continue à jouer avec DMN jusqu'en 1997.
Xis poursuit une carrière solo en 1997, enregistrant le single De Esquina, en partenariat avec le rappeur Dentinho, produit par DJ Hum. En 1999, il sort Seja Como For, son premier album solo sur le label 4P, acronyme de Poder Para o Povo Preto (litt. « Pouvoir au peuple noir »), en partenariat avec DJ KL Jay, du groupe Racionais MC's. L'album se vend à 50 000 exemplaires. Le succès de l'album est renforcé par le morceau Us Mano e As Mina, qui vaut à Xis le prix du « meilleur clip de rap » au Video Music Brasil de MTV Brésil en 2000. Le morceau Us Mano e As Mina a une répercussion nationale favorable et, dans les années qui suivent, il est joué considérablement lors de soirées hip-hop, telles que Makossa Baile Black, un événement culturel important de la scène hip-hop de Brasilia,.
À partir de 2005, il présente le programme Hip Hop Mix sur Rede Mix FM de Radio et Mix TV,.
En 2009, il rejoint le PPS.
En 2019, Xis est nommé nouveau conseiller hip-hop du secrétaire municipal à la culture de São Paulo.

## Discographie
- 1992 : Consciência Black Volume 2 (Zimbabwe)
- 1994 : Cada Vez Mais Preto (Zimbabwe)
- 2000 : Seja Como For (4P Discos)
- 2001 : Fortificando a Desobediência (WEA)
- 2001 : Xis apresenta Hip Hop SP (Xapaê / 4P Discos)
- 2008 : Xistape Volume 1 (Manos Da Música)
- 2015 : Xistape Volume 2 (Manos Da Música)
- 2020 : Arquivo Xis (4P Discos)